# David Wiklander
David Wiklander, né le 3 octobre 1984 à Bogota en Colombie, est un footballeur suédois. Il évolue au poste de défenseur central avec le club de l'IFK Göteborg.

## Biographie
Avec le club de l'IFK Norrköping, il joue plus de 100 matchs en première division suédoise.

## Palmarès
- Champion de Suède en 2015 avec l'IFK Norrköping